# 西田豊明 (情報工学者)
西田 豊明（にしだ とよあき、1954年 - ）は日本の情報工学者。福知山公立大学副学長。専門は、人工知能、会話情報学、コモングラウンド。
元人工知能学会会長。東京大学名誉教授。京都大学名誉教授。

## 経歴
1954年京都府船井郡八木町（現在の南丹市）生まれ。大阪府立三国ケ丘高等学校を経て、1977年に京都大学工学部情報工学科卒業。同大学院修士課程修了、最終学歴は同大学院工学研究科博士課程中途退学。
奈良先端科学技術大学院大学教授、東京大学大学院工学系研究科教授、東京大学大学院情報理工学系研究科教授、京都大学大学院情報学研究科教授を経て、2020年より福知山公立大学情報学部教授、同学部学部長。2022年度から同大学理事・副学長。

## 著書
- 『人工知能の基礎』丸善出版、1999年。ISBN 978-4621046463
- 『インタラクションの理解とデザイン』岩波書店、2005年。ISBN 978-4000069410
- 『AIが会話できないのはなぜか』晶文社、2022年。ISBN 978-4794972972